# 湯瑪斯·卡德爾
湯瑪斯·卡德爾（Thomas Cadell，1742年—1802年） 是十八世紀英國著名的書商。

## 生平
1765年卡德爾成為書商米勒（Andrew Millar）的學徒，直到1767年米勒去世為止。1769年卡德爾娶了Reverend Thomas Jones的女兒為妻。卡德爾曾出版許多著名的圖書，如愛德華·吉本的《羅馬帝國衰亡史》、亨利·麥肯齊（Henry Mackenzie）的《風流人物》（The Man of Feeling）。
1797年，珍·奧斯汀的手稿 First Impressions（即後來的《傲慢與偏見》） 交給了卡德爾出版，但被退稿。
1786年1月，卡德爾的妻子死亡。他們育有兩個孩子。女兒嫁給 Charles Lucas Eldridge。兒子則繼承他的出版事業。
1802年12月27日卡德爾因哮喘發作，死於家中。